# Wonderboy
Wonderboy, alternativt Wonder Boy, är en poplåt skriven av Ray Davies och utgiven som singel 1968 av The Kinks. Davies producerade även inspelningen. Låten blev ingen större hit, förutom i Nederländerna där den nådde fjärdeplatsen på singellistan. I USA var den en av flera lösa singlar med The Kinks som togs med på samlingsalbumet The Kink Kronikles 1972.

## Listplaceringar
| Lista (1968)   | Position                              |
| -------------- | ------------------------------------- |
| Danmark        | 20 (DR "Top 20")                      |
| Frankrike      | 91                                    |
| Nederländerna  | 4                                     |
| Storbritannien | 36                                    |
| Sverige        | - (Testad på Tio i topp, ej inröstad) |
| Västtyskland   | 29                                    |